# Vincetoxicum intermedium
Vincetoxicum intermedium är en oleanderväxtart som beskrevs av Taliev. Vincetoxicum intermedium ingår i släktet tulkörter, och familjen oleanderväxter. Inga underarter finns listade i Catalogue of Life.